# Anisothrix adustalis
Anisothrix adustalis är en fjärilsart som beskrevs av Émile Louis Ragonot 1890. Anisothrix adustalis ingår i släktet Anisothrix och familjen mott. Inga underarter finns listade i Catalogue of Life.